# Economia della Slovacchia
L'economia della Slovacchia rientra tra le economie avanzate dell'Europa orientale.
I maggiori mercati in cui il Paese esporta i propri prodotti sono quello tedesco, ceco e polacco.
La borsa valori del Paese è la Borsa di Bratislava (Burza cenných papierov v Bratislave), le cui operazioni hanno avuto inizio il 6 aprile 1993. L'indice azionario ufficiale è il SAX.

## Storia
Nel XIV e XV secolo l'area dell'odierna Slovacchia, allora parte del Regno d'Ungheria, era nota in tutto il mondo per la sua industria mineraria. Le città di montagna più importanti si trovavano vicino alle città di Kremnica, Banská Štiavnica e Banská Bystrica. L'Ungheria era il più grande produttore europeo di oro nel Medioevo, rappresentandone un terzo dell'intera produzione mondiale; aveva inoltre un quarto della produzione europea di argento. Anche l'estrazione di rame a Banská Bystrica raggiunse una posizione dominante sul mercato, almeno in quello europeo.
Nel XX secolo la Slovacchia era inizialmente considerata uno stato agricolo tecnologicamente arretrato all'interno della Cecoslovacchia democratica, ma nel corso dell'era comunista venne fortemente industrializzata tramite lo sviluppo di un'industria pesante e di un'industria delle armi. Di conseguenza la Slovacchia è diventò una dei produttori di mezzi corazzati più importanti d'Europa e nel mondo. Mentre tra il 1970 e il 1985 i redditi reali sono aumentati del 50% circa, negli anni '90 sono diminuiti. Il prodotto interno lordo è tornato al livello del 1989 solo nel 2007.
Dopo la rivoluzione di velluto, tra il 1989 e il 1993 l’economia cecoslovacca crollò e le grandi fabbriche di armi nella Slovacchia centrale furono chiuse. A causa del crollo della produzione industriale, il Paese fu quasi notevolmente deindustrializzato. Nel 1994 la produzione industriale riprese a crescere e dalla metà degli anni '90 la Slovacchia riuscì a raggiungere la crescita economica più forte tra gli stati ex-comunisti, pari al 6,5%. Questa crescita è stata trainata in particolare dall’andamento delle esportazioni e, dal 1996 in poi, dai massicci investimenti pubblici del governo Mečiar (1994-1998), che hanno triplicato il debito estero slovacco e causato un drammatico peggioramento della bilancia dei pagamenti. Anche il processo di privatizzazione è stato problematico, poiché il governo Mečiar si è spesso impegnato in un clientelismo non redditizio.

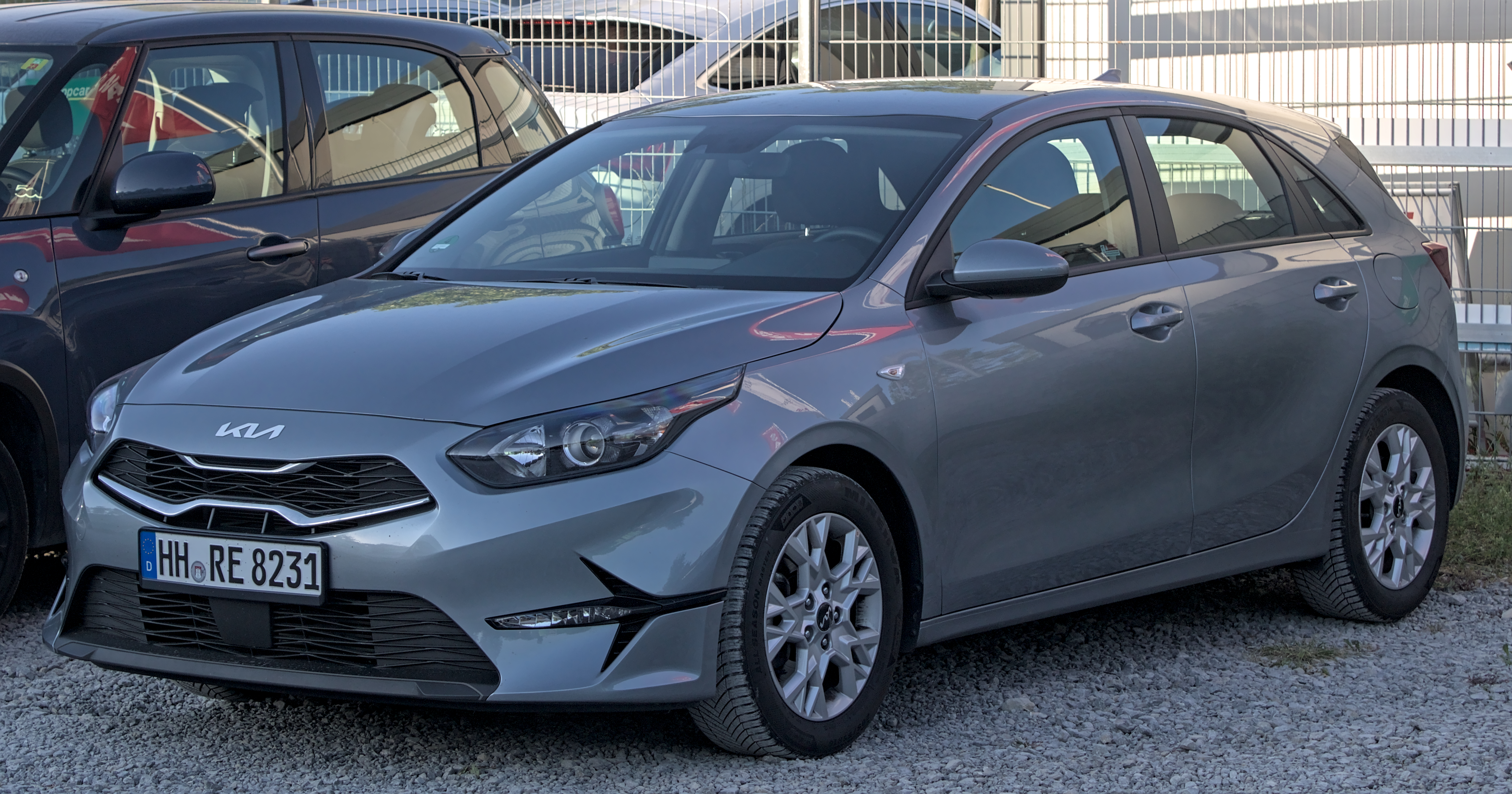
Modello Kia prodotto in Slovacchia

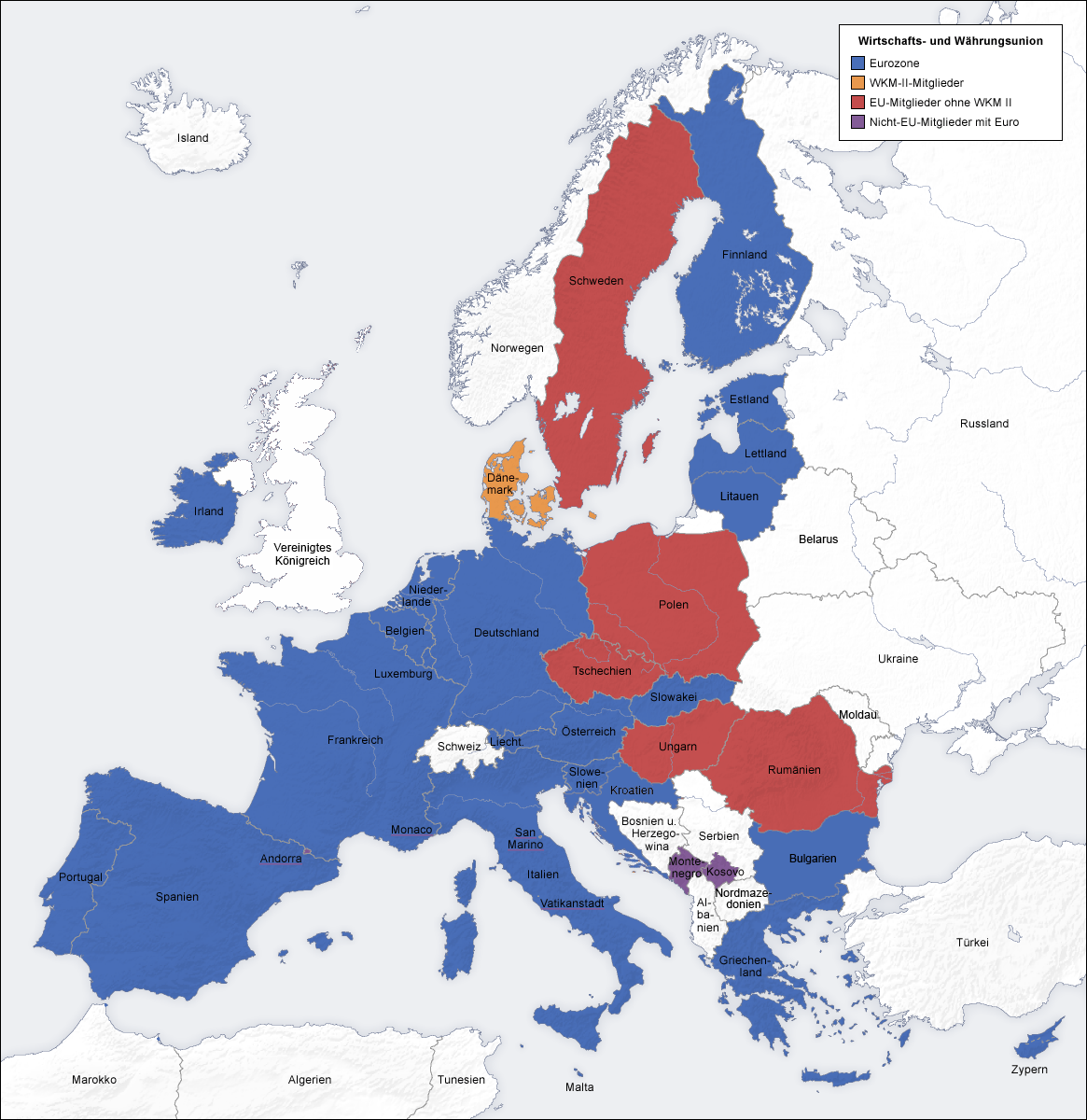
La Slovacchia come membro dell'eurozona e del mercato comune

Quando il governo Dzurinda entrò in carica, nel 1998, fu adottata una linea fortemente liberale dal punto di vista economico. I programmi di austerità del 2002 e del 2004 furono di particolare importanza. Lo storico economico Hannes Hofbauer descrive il programma del 2002 come probabilmente il programma di austerità più duro di un paese candidato all'ingresso nell'UE. Entrambi i pacchetti di austerità erano basati su aumenti dei prezzi e delle tasse nel settore pubblico e su tagli nel settore privato, al fine di migliorare il bilancio statale e allo stesso tempo attirare investitori stranieri. Nel 2004, la Slovacchia è diventata il primo paese in assoluto a introdurre una flat tax del 19%. Nello stesso anno il Paese entra a far parte anche della NATO e dell’Unione europea. Sotto lo stesso governo la Slovacchia è diventata hub di riferimento per la produzione automobilistica, che corrisponde al 40% delle sue esportazioni. Nel 2003 Volkswagen ha aperto uno stabilimento a Bratislava, seguita da PSA Peugeot Citroën a Trnava e Hyundai-Kia a Žilina. Tutte le fabbriche automobilistiche insieme producono in media fino a un milione di automobili all'anno, rendendo la Slovacchia il Paese con la più alta produzione automobilistica pro capite in Europa. A seguito della crisi economica mondiale a partire dal 2007 si sono verificati forti cali della produzione, che però nel 2012 si sono nuovamente relativamente stabilizzati.
La Slovacchia è chiamata anche la « Detroit d'Europa ». Nel 2013 in Slovacchia sono stati prodotti 980 000 veicoli. Nel 2015, secondo l'Associazione automobilistica slovacca, l'industria automobilistica rappresentava il 12% del PIL e contribuiva per il 26% alle esportazioni totali del Paese. Nello stesso anno Jaguar Land Rover annunciò che avrebbe aperto una fabbrica anche a Nitra, la fabbrica iniziò ad operare nell'ottobre 2018. Con una produzione iniziale di 150 000 auto, in dieci anni si prevede di aumentarl a 300 000 all'anno. Nel 2015 l'industria automobilistica slovacca ha superato per la prima volta più di un milione di veicoli prodotti, rappresentando il 46,8% dell'industria totale del Paese nel 2018 e impiegando oltre 145 000 persone. Nel 2019 sono stati prodotti 1,1 milioni di veicoli in Slovacchia, facendo classificare il Paese al primo posto al mondo per produzione pro capite, con 202 automobili ogni 1 000 abitanti. A seguito dell'Brexit anche alcune storiche case automobilistiche britanniche hanno deciso di avviare la produzione di autovetture in Slovacchia.
Il primo governo Fico (2006-2010) ha posto fine al percorso neoliberista del governo precedente e ha cercato di attuare un programma socialdemocratico. La crescita economica ha raggiunto il 10,4% per l'intero 2007, rendendo la Slovacchia il Paese con la maggior crescita economica dell'intera UE. Nonostante ciò il livello salariale nominale è il più basso dell’Europa centrale. Nel 2008 la Slovacchia ha aderito all'area Schengen e dal 1° gennaio 2009 è entrata a far parte dell'Eurozona. L'ultimo tasso di cambio della corona slovacca era di 30,1260 corone per euro.
I punti di forza economici della Slovacchia includono la sua lunga tradizione industriale, l'elevata crescita economica rispetto al resto d'Europa, una forza lavoro ben istruita e la mancanza dei rischi inerenti il tasso di cambio e i costi di transazione, in quanto membro dell'Eurozona. I punti deboli dell'economia slovacca comprendono un elevato livello di dipendenza dalle esportazioni, un piccolo mercato interno, carenze nella formazione pratica e infrastrutture poco sviluppate nella parte orientale del paese.
Un grave problema in Slovacchia è rappresentato dal forte divario tra l'ovest e l'est del Paese e dal diverso grado di sviluppo delle singole regioni. La capitale Bratislava e il suo entroterra superano il resto del paese in tutte le aree economiche. La qualità della vita qui raggiunge un livello simile a quello dei paesi più ricchi dell'Unione europea e il PIL pro capite è pari al 119,7% del valore medio dell'UE. In confronto, la regione di Prešov realizza solo il 10% della produzione economica slovacca con la stessa popolazione. Nonostante questa disuguaglianza, il tasso di proprietà di una casa è del 91,3% (2018), rendendolo uno dei tassi più alti al mondo. In materia di politica energetica la Slovacchia punta tra l'altro su due centrali nucleari di concezione sovietica, tra le quali soprattutto la centrale di Mochovce, oggetto di controversie dalla fine degli anni Novanta a causa di contestazioni (anche legali) da parte dell'Austria.
| Classifica | NUTS-2                 | PIL (PPA) in milioni di € | PIL pro capite (PPA) (EU27=100) (2018) | PIL pro capite in € (PPA) (2018) |
| ---------- | ---------------------- | ------------------------- | -------------------------------------- | -------------------------------- |
| 1          | Regione di Bratislava  | 25 450                    | 173                                    | 52 300                           |
| –          | Unione europea         | 13 483 857                | 100                                    | 30 200                           |
| –          | Slovacchia             | 89 721                    | 74                                     | 22 200                           |
| 2          | Slovacchia occidentale | 27 476                    | 67                                     | 20 300                           |
| 3          | Slovacchia centrale    | 17 556                    | 59                                     | 17 700                           |
| 4          | Slovacchia orientale   | 19 240                    | 53                                     | 16 000                           |

## Dati e indicatori economici
Il prodotto interno lordo della Slovacchia è stato di 122,2 miliardi di euro al 2023. Il prodotto interno lordo pro capite nello stesso anno ammontava a 22 502 euro. Rispetto al PIL dell'UE espresso in indice PPA, la Slovacchia ha raggiunto un valore dell'indice pari a 70 (UE-27: 100) nel 2022, ovvero circa il 71,3% del valore italiano. La crescita economica nel 2023 è stata del 2,2%. Nel 2023 il tasso di disoccupazione era del 5,8%, leggermente inferiore alla media dell’Unione. La disoccupazione giovanile era al 20%. Nel 2017 il 3,8% di tutti i lavoratori lavorava nell’agricoltura, il 35% nell’industria e il 61,2% nel settore dei servizi. Il numero totale di dipendenti è stimato a 2,815 milioni al 2022. La retribuzione media lorda nel 2023 è stata di 1 430 euro al mese. Il salario minimo per il 2024 è di 750 euro. Nel 2023 l'inflazione è stata del 10,5%.
Nel Global Competitiveness Index, che misura la competitività di un Paese, la Slovacchia si colloca al 59º posto su 137 Paesi (nel 2017-2018). Il Paese si colloca al 60º posto su 180 Stati nell’indice della libertà economica del 2020.

Esportazioni dalla Slovacchia nel 2017 per categoria

Negli ultimi anni gli indicatori economici più importanti (commercio estero, crescita economica e disoccupazione) si sono evoluti come segue:
- Commercio estero:[2]
  - 2021. Importazioni: 105 100 milioni di dollari, Esportazioni: 104 700 milioni di dollari, Bilancio commerciale: −400 milioni di dollari
  - 2022. Importazioni: 115 800 milioni di dollari, Esportazioni: 108 200 milioni di dollari, Bilancio commerciale: −7 500 milioni di dollari
  - 2023. Importazioni: 115 400 milioni di dollari, Esportazioni: 117 100 milioni di dollari, Bilancio commerciale: 1 700 milioni di dollari

| Export (in %) verso          | Export (in %) verso | Import (in %) da             | Import (in %) da |
| ---------------------------- | ------------------- | ---------------------------- | ---------------- |
| Unione europea (altri Paesi) | 77,3                | Unione europea (altri Paesi) | 79,5             |
| Germania                     | 22,0                | Germania                     | 14,5             |
| Rep. Ceca                    | 12,1                | Rep. Ceca                    | 10,2             |
| Polonia                      | 7,3                 | Cina                         | 7,4              |
| Ungheria                     | 7,1                 | Polonia                      | 5,9              |
| Francia                      | 5,3                 | Corea del Sud                | 5,6              |
| Austria                      | 5,1                 | Ungheria                     | 5,2              |
| Italia                       | 4,5                 | Russia                       | 4,2              |
| altri Stati                  | 37,6                | altri Stati                  | 46,9             |

- Crescita economica[41]

| 1993    | 1994    | 1995    | 1996    | 1997    | 1998    | 1999    | 2000    | 2001    | 2002    | 2003    | 2004    | 2005    | 2006    | 2007     |
| ------- | ------- | ------- | ------- | ------- | ------- | ------- | ------- | ------- | ------- | ------- | ------- | ------- | ------- | -------- |
| +1,9 %  | +6,21 % | +5,84 % | +6,62 % | +5,93 % | +4,08 % | −0,11 % | +1,17 % | +3,25 % | +4,51 % | +5,5 %  | +5,28 % | +6,62 % | +8,49 % | +10,83 % |
| 2008    | 2009    | 2010    | 2011    | 2012    | 2013    | 2014    | 2015    | 2016    | 2017    | 2018    | 2019    | 2020    | 2021    | 2022     |
| +5,57 % | −5,46 % | +6,72 % | +2,67 % | +1,32 % | +0,63 % | +2,7 %  | +5,17 % | +1,94 % | +2,94 % | +4,03 % | +2,51 % | −3,34 % | +4,79 % | +1,75 %  |

- Disoccupazione (2023/2024: valori preliminari o previsioni):[10]

| 2000   | 2005   | 2010   | 2015   | 2020  | 2021  | 2022  | 2023  | 2024  |
| ------ | ------ | ------ | ------ | ----- | ----- | ----- | ----- | ----- |
| 18,9 % | 16,4 % | 14,5 % | 11,5 % | 6,7 % | 6,8 % | 6,1 % | 5,8 % | 5,4 % |

## Risorse

### Agricoltura, allevamento e pesca

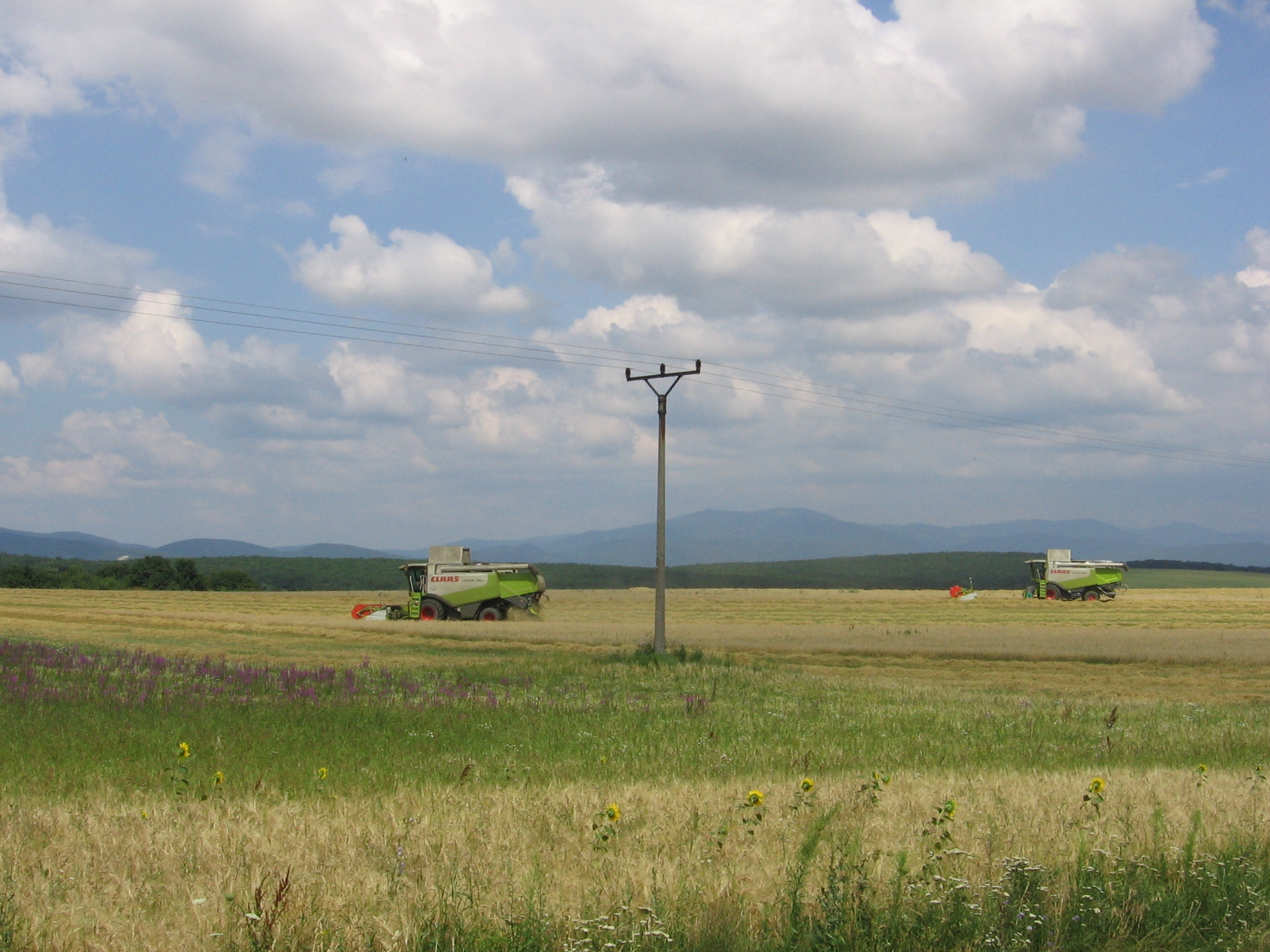
Raccolto in un campo vicino a Dubodiel

Secondo l'OCSE l'intero settore primario (agricoltura, silvicoltura, pesca...) ha contribuito per circa il 3,4% al PIL della Slovacchia nel 2017.
Circa 19 200 km² (39,2%) del territorio statale sono utilizzati per l'agricoltura. Le principali colture sono grano, mais, luppolo, orzo, barbabietola, girasole, erba medica, patate e soia. I granai del Paese sono principalmente la pianura danubiana nel sud/sud-ovest del Paese e la pianura slovacca orientale a est. Il vino viene prodotto principalmente nell'ovest e nel sud del paese. Bovini, polli, suini e ovini costituiscono gran parte dell'allevamento di bestiame, anche se a partire dal 2000 circa si è osservato un calo significativo, in particolare nell'allevamento di bovini e suini. Principalmente carpe e trote vengono catturate nelle acque interne.
La scarsa sicurezza alimentare del Paese è criticata da alcuni commercianti: mentre la produzione interna di grano, segale, colza e girasole è sufficiente, ci sono ancora deficit commerciali significativi, in particolare nel settore della carne (soprattutto pollo, vitello, manzo e maiale), della frutta e della verdura, delle patate, del latte e dei prodotti lattiero-caseari e delle uova. Di conseguenza la percentuale di prodotti alimentari stranieri in alcune catene di supermercati supera il 50%.
Le foreste coprono poco più di 20 000 km² (circa il 41%) della Slovacchia, da cui si produce anche legname destinato all'esportazione. Nel 2018 sono stati ricavati 9,87 milioni di m³ di legno.

### Risorse minerarie

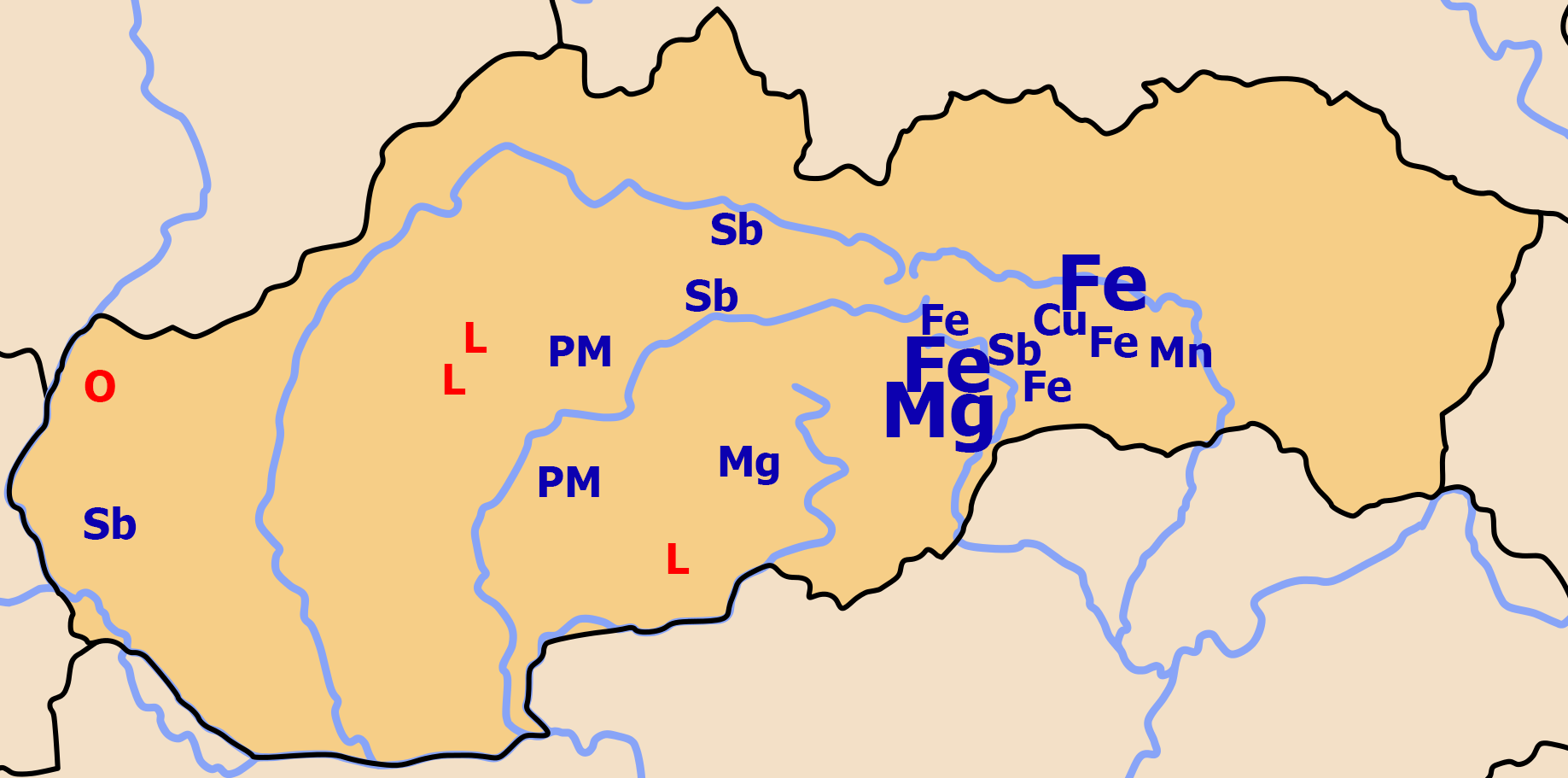
Materie prime naturali in Slovacchia: Cu (rame), Fe (ferro), PM (rame, zinco, piombo), L (lignite), O (petrolio), Sb (antimonio), Mg (magnesite), Mn (manganese)

In Slovacchia vengono estratti magnesite, dolomite e calcare e, in misura minore, altri minerali. Importanti sono anche l'estrazione di materiali per la produzione del cemento e l'estrazione di pietre naturali. Vicino a Gemerská Poloma c'è un ricco giacimento di talco. L'estrazione di oro e argento, un tempo significativa, è stata completamente interrotta, ad eccezione di una miniera a Hodruša-Hámre, sebbene ci siano depositi di oro e argento a Kremnica-Šturec e vicino a Rožňava. La produzione di lignite è stata completamente interrotta dalla fine del 2023, quando l'ultima miniera esistente, a Nováky, ha cessato le attività in seguito alla chiusura delle miniere di Cigeľ (2017) e Handlová (2021) nella stessa regione. L'estrazione della lignite vicino a Veľký Krtíš è terminata nel 2015.

### Industria

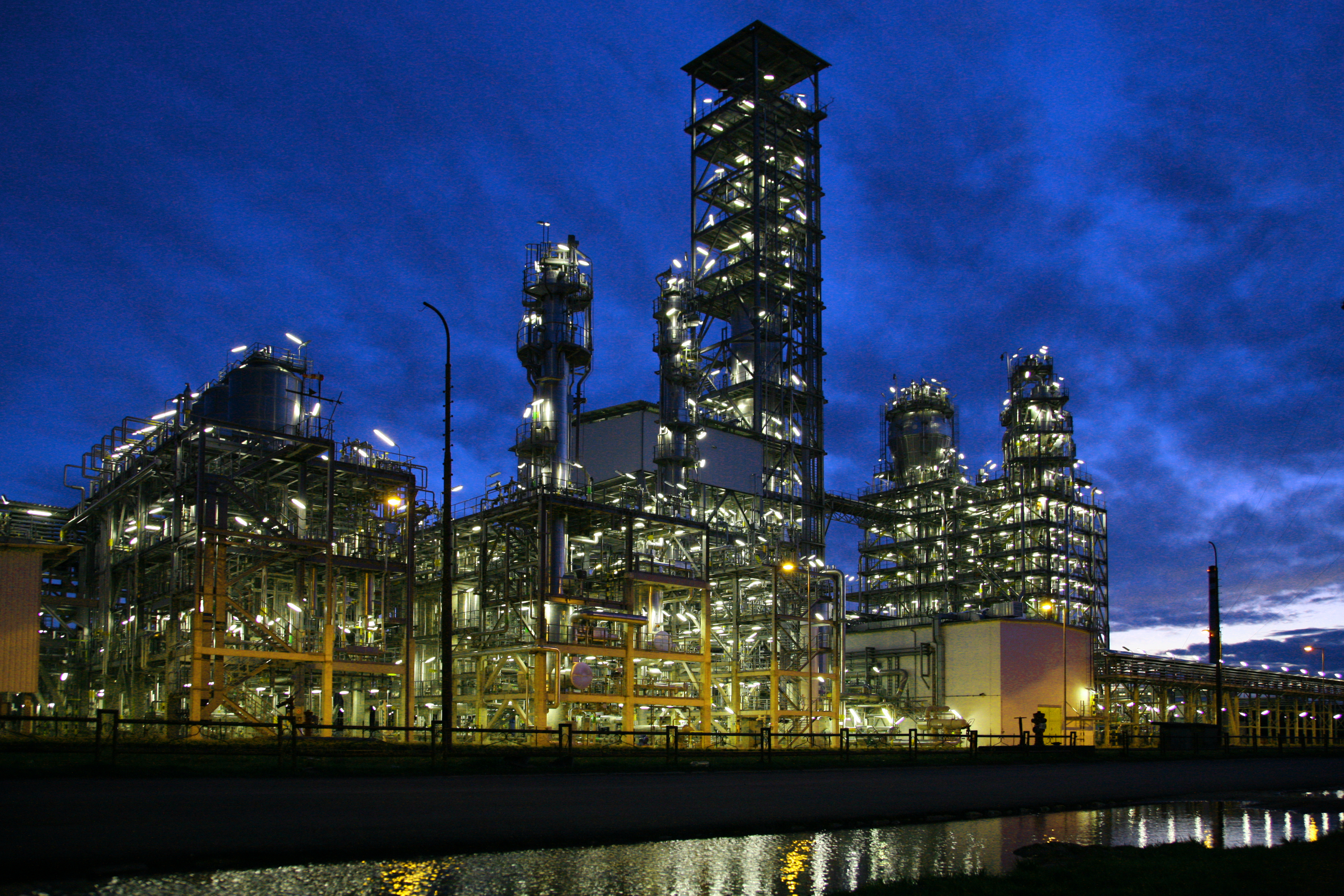
Fabbrica di polipropilene a Bratislava

Secondo l'OCSE l'intero settore secondario (industria, edilizia...) ha contribuito per circa il 34,9% al PIL della Slovacchia nel 2017. Il Paese ha una lunga tradizione industriale, ma molte materie prime devono essere importate dall'estero.
Le industrie più importanti in Slovacchia sono l'industria automobilistica e l'industria elettronica ed elettrotecnica. L'industria automobilistica ha registrato una rapida ripresa, soprattutto a partire dal 2000, con quattro stabilimenti automobilistici. In ordine cronologico sono stati aperti gli stabilimenti: Volkswagen a Bratislava, Stellantis a Trnava, Kia Motors a Žilina e Jaguar Land Rover a Nitra. Importante è anche l'industria elettronica, con uno stabilimento Samsung a Galanta e uno stabilimento Sony a Nitra. L'industria dei metalli produce per il consumo interno e per l'esportazione, con sedi a Žiar nad Hronom (stabilimento per l'alluminio), Podbrezová (acciaieria) e Košice (acciaieria U. S. Steel Košice). Le industrie della lavorazione del legno e della cellulosa si trovano a Žilina, Ružomberok, Štúrovo, Harmanec e Slavošovce. L'industria poligrafica può essere trovata principalmente a Banská Bystrica, Bratislava, Komárno, Martin e Nitra).
L'industria meccanica è concentrata nella media e alta valle del Váh, nonché nelle località di Poprad (costruzione di vagoni, lavatrici) e Tlmače. Gli impianti chimici più grandi si trovano a Bratislava (Slovnaft, raffineria di petrolio), Šaľa (Duslo, fertilizzanti minerali), Nováky, Svit e Strážske. Luoghi importanti per l'industria della gomma sono Púchov e Dolné Vestenice. I medicinali vengono prodotti, tra gli altri, a Bratislava, Dunajská Streda, Hlohovec, Martin, Slovenská Ľupča e Šarišské Michaľany.
Quella più equamente distribuita è l’industria alimentare, che produce prevalentemente beni per la domanda interna. L’importanza dell’industria tessile è diminuita drasticamente dopo il 1989 a causa delle importazioni a basso costo dai paesi asiatici, in particolare dalla Cina. Le località rimanenti includono Trenčín, Púchov e l'est del Paese. La situazione è simile per l'industria del vetro, la cui tradizione risale al XIV secolo. Le fabbriche di vetro si trovano a Bratislava, Trnava, Nemšová e Lednické Rovne, ma l'importanza della produzione del vetro è diminuita drasticamente a Poltár e nell'area circostante, che un tempo ospitavano ben venti vetrerie.

### Turismo

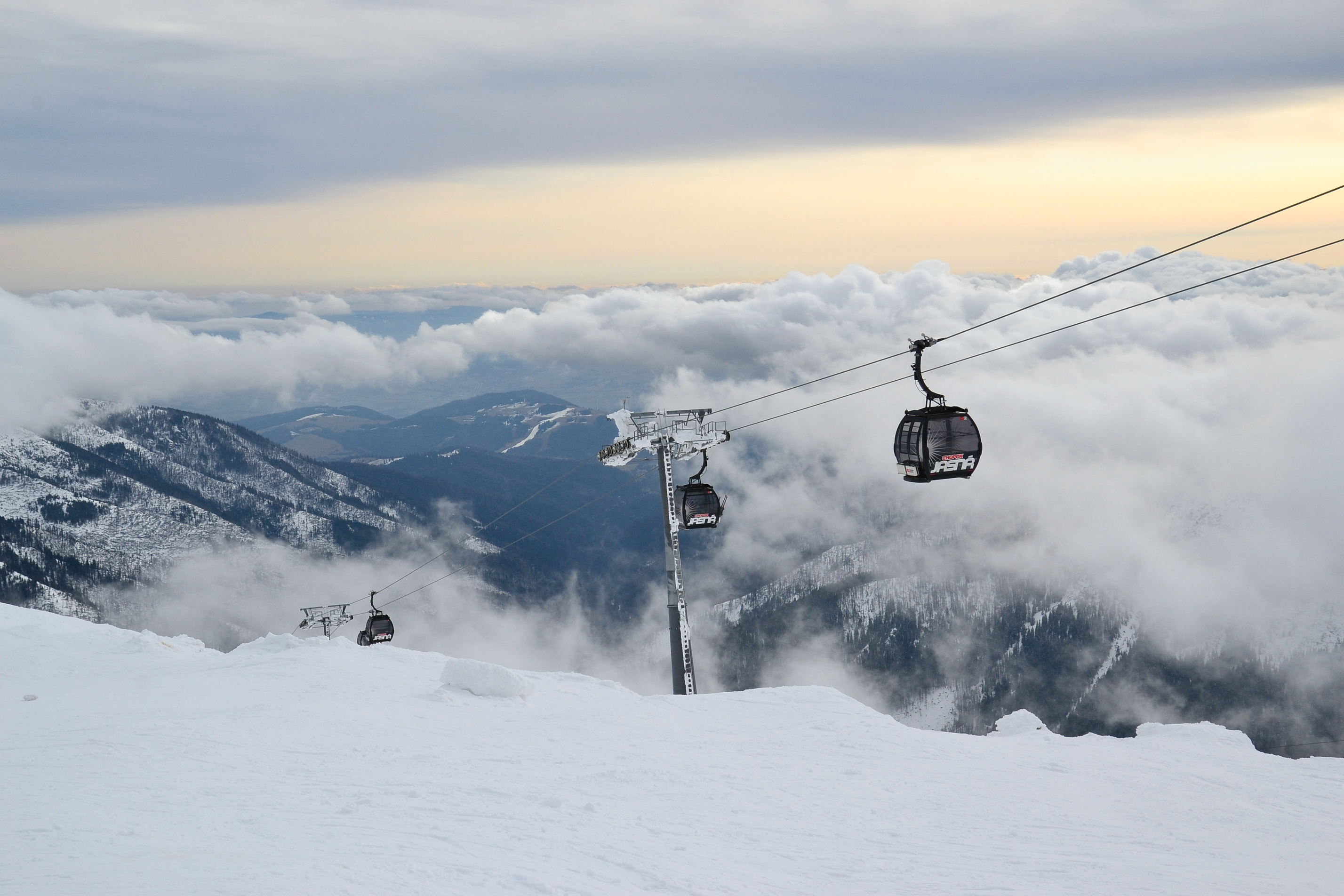
Cabinovia nella stazione sciistica di Jasná nei Bassi Tatra

Con oltre 2,25 milioni di turisti stranieri nel 2018, la Slovacchia si è classificata come l'87° Paese più visitato al mondo. Il Paese ha quindi avuto un numero di visitatori inferiore rispetto ai Paesi vicini. Le destinazioni turistiche più importanti sono la capitale Bratislava e gli Alti Tatra. Nel 2017, la maggior parte dei turisti proveniva da Cechia, Polonia, Germania, Ungheria e Austria. Ci sono un totale di otto siti del patrimonio mondiale dell'UNESCO in Slovacchia.

## Bilancio dello Stato
Nel 2023 il bilancio dello Stato prevedeva spese per 58,85 miliardi di euro, a fronte di entrate di 52,84 miliardi. Ciò si traduce in un deficit di bilancio pari al 4,9% del PIL. Nel 2023 il debito pubblico ammontava al 56,0% del PIL.
I titoli di stato slovacchi sono classificati come investimenti in gran parte sicuri, con i seguenti rating a giugno 2024: A+ (Standard & Poor's), A (Fitch Ratings), A2 (Moody's) e A (DBRS). Rispetto ai cinque Stati confinanti, la Slovacchia è valutata peggio di Austria e Cechia, ma leggermente meglio della Polonia e significativamente meglio dell’Ungheria e dell’Ucraina.
Di seguito la quota della spesa pubblica (in % del PIL, 2022) nelle specifiche aree:
- Previdenza sociale: 15,6%
- Salute: 6,4%
- Pubblica amministrazione: 4,7%
- Istruzione: 4,5%
- Ordine pubblico e sicurezza: 2,3%
- Militare: 1,5%